# Gotō Keita (Unternehmer)

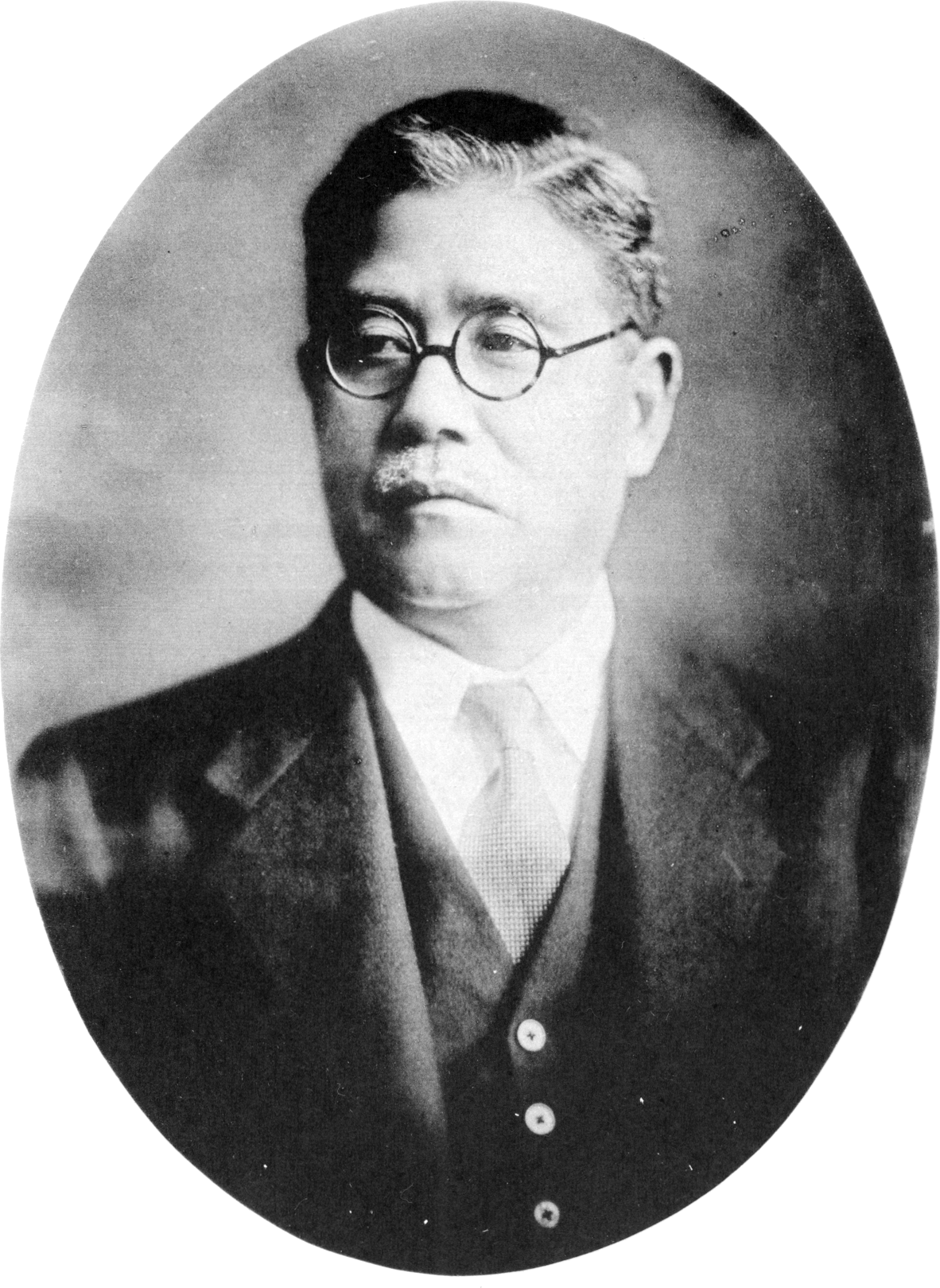
Gotō Keita

Gotō Keita (japanisch 五島 慶太; geboren 18. April 1882 in der Präfektur Nagano; gestorben 14. August 1959 in Tokio) war ein japanischer Unternehmer und Kunstsammler.

## Leben und Wirken
Gotō Keita wurde als zweiter Sohn eines Landwirts in der Präfektur Nagano geboren. Er machte 1911 seinen Studienabschluss an der Universität Tokio. Nachdem er fast zehn Jahre lang für die Regierung (darunter für das Eisenbahnamt) gearbeitet hatte, nahm er seinen Abschied und wurde Präsident der Musashi Denki Tetsudō (武蔵電気鉄道), der späteren Tōkyō-Yokohama Dentetsu (東京横浜電鉄). 1922 gründete er die Meguro-Kamata Dentetsu (目黒蒲田電鉄), worauf er nacheinander die Ikegami Denki Tetsudō (池上電気鉄道), die Tamagawa Dentesu (玉川電鉄), die Odakyū Dentetsu (小田急電鉄), die Keihin Denki Tetsudō (京浜電気鉄道) und die Keiō Denki Kidō (京王電気軌道) unter seine Kontrolle brachte, die er 1942 zum Daitōkyū-Konglomerat zusammenfasste. So wurde er zum mächtigsten Mann im privaten Eisenbahnbereich. Während des Zweiten Weltkriegs erweiterte Gotō seine Geschäftsbereiche um Buslinien, Kaufhäuser und Kinos.
Nach dem Krieg musste Gotō infolge des „Gesetzes zur Zerschlagung von Firmenkonglomeraten“ (財閥解体, zaibatsu kaitai) drei Eisenbahngesellschaften aufgeben, die sich daraufhin verselbständigten. Auch die Besatzungsmächte sorgten für die Begrenzung seines Geschäftsumfangs. In der Zeit danach gelang ihm aber wieder die Kontrolle über mehrere Eisenbahn- und Bus-Gesellschaften im südlichen Tokio-Bereich zurückzugewinnen. Kernstück wurde die Eisenbahngesellschaft Tōkyō Kyūkō Dentetsu (東京急行電鉄), abgekürzt Tōkyū (東急). Er investierte aber auch in die Entwicklung von Wohngebieten und touristischen Attraktionen.
Engagiert auf dem kulturellen Gebiet, schuf Gotō ein Netzwerk von Schulen und Bildungsunternehmen, bekannt als Gotō ikueikai (五島育英会). Seine Kunstsammlung, zu der auch Nationalschätze gehören, präsentierte er im Gotō-Kunstmuseum, das von einem Park umgeben ist.
Für das erfolgreiche Schaffen eines Wirtschaftsimperiums ist Gotō als „Geschäftsdämon“ (事業の鬼, Jigyō no oni) in die Geschichte eingegangen. Wegen seiner oft rauen Vorgehensweise wurde er aber auch – in Anlehnung an seinen Namen – „Gōtō Keitai“ (強盗慶太), zu Deutsch etwa „Raubender Keitai“, genannt.